# 鈴木正俊 (実業家)
鈴木 正俊（すすき まさとし、1951年10月30日 - ）は、日本の実業家。NTTドコモ代表取締役副社長や、ミライト・ホールディングス代表取締役社長兼ミライト代表取締役社長を務めた。

## 人物・経歴
静岡県出身。1975年東北大学経済学部卒業、日本電信電話公社入社。2002年東日本電信電話宮城支店長。2004年エヌ・ティ・ティ・ドコモ取締役広報部長。2007年エヌ・ティ・ティ・ドコモ取締役常務執行役員人事育成部長。2008年エヌ・ティ・ティ・ドコモ代表取締役副社長。2012年ミライト・ホールディングス代表取締役副社長、大明代表取締役副社長。同年からミライト・ホールディングス代表取締役社長、ミライト代表取締役社長を務め、大興電子通信との業務提携などを行い、2020年には売上高や営業利益などで過去最高を達成した。同年ミライト・ホールディングス取締役相談役に退いた。